# لیت‌هوین
لیت‌هوین (به هلندی: Lithoijen) یک منطقهٔ مسکونی در هلند است که در اوس واقع شده‌است. لیت‌هوین ۸۹۰ نفر جمعیت دارد.